# 鐸木道剛
鐸木 道剛（すずき みちたか、1950年10月18日 - 2024年2月15日）は、日本の美術史家。専門はビザンティン美術史・日本近代美術史。 
岡山大学大学院社会文化学研究科教授。東北学院大学文学部教授を経て、東北学院理事長特別補佐。

## 経歴
1950年、大阪で生まれた。
東京大学文学部で美術史を学び、1974年卒業。1976年ユーゴスラビア政府給費留学生としてベオグラード大学哲学部美術史学科に留学。1978年東京大学文学部修士課程を修了後、同大学博士課程に入学し、再びベオグラード大学哲学部美術史学科に留学。
1980年東京大学文学部博士課程を中途退学し、岡山大学文学部美学美術史研究室に助手として赴任。1987年岡山大学文学部助教授、2013年岡山大学大学院社会文化学研究科教授となる。
2016年岡山大学を定年退職し、東北学院大学文学部教授に。
2021年同大学教授を退職し、東北学院理事長特別補佐に就任。2024年2月15日73歳で永眠。
1994年「辻荘一・三浦アンナ記念学術奨励金」（立教大学）を明治期のイコン画家山下りんの研究により受賞。
2011年セルビア共和国から「セルビア国旗勲章第三等級章」をヤシュニヤ修道院聖堂壁画研究および修復により授与される。

## 著書

### 単著
- 『山下りん研究』岡山大学文学部〈岡山大学文学部研究叢書35〉、2013年。

### 共著・編著
- 『名画への旅 第４巻 中世Ⅲ 天国へのまなざし』講談社〈名画への旅〉、1992年。
- 『イコン ビザンティン世界からロシア、日本へ』毎日新聞社、1993年。
- 『東欧を知る事典』平凡社、1993年。
- 『名画への旅 第３巻 中世Ⅱ 天使が描いた』講談社〈名画への旅〉、1993年。
- 『名画への旅 第２巻 古代 II・中世 I 光は東方より』講談社〈名画への旅〉、1994年。
- 『ロシア文化と日本　明治・大正期の文化交流』彩流社〈名画への旅〉、1995年。
- 『世界美術大全集 第6 巻 ビザンティン美術』小学館、1997年。
- 『揺らぎの中の日本文化- 原像・怪異・日本美術』岡山大学出版会、2009年。
- 『東アジアの「もの」と「秩序」』岡山大学出版会〈岡山大学社会文化学研究科学内COE シリーズ 3〉、2010年。

### 翻訳
- シュジー・デュフレンヌ, ポール・カナール『レオの聖書 - ギリシア語旧約聖書 -』辻佐保子 日本語監修、岩波書店、1990年。
- ボグダノヴィチ、ジュリッチ、メダコヴィチ『ヒランダル修道院』田中一生共訳、恒文社、1995年。
- ラボーア編『世界修道院文化図鑑』朝倉文市共訳、東洋書林、2007年。
- チルヴァース監修『ビジュアル年表で読む 西洋絵画』木村三郎、本江邦夫共訳、日経ナショナルジオグラフィック社、2014年。